# Élections législatives de 1877 en Guadeloupe
Les élections législatives de 1877 en Guadeloupe sont des élections françaises qui ont eu lieu le 11 novembre dans le département de la Guadeloupe dans le cadre des élections législatives françaises de 1877, sous la IIIe République.

## Mode de scrutin
La Chambre des députés est composée de 533 sièges pourvus au Scrutin uninominal majoritaire à deux tours.
Le mode de scrutin suit la Loi organique du 30 novembre 1875 sur l'élection des députés.
Ainsi l'article 18 précise qu'il faut réunir pour être élu au premier tour :
- la majorité absolue des suffrages exprimés ;
- un nombre de suffrages égal au quart des électeurs inscrits.

Au deuxième tour la majorité relative suffit. En cas d'égalité c'est le plus âgé qui est élu.
Dans le département de la Guadeloupe, un seul député est à élire.

## Élus
| Circonscription        | Député sortant     | Parti ou Nuance | Parti ou Nuance | Groupe | Député élu ou réélu | Parti ou Nuance | Parti ou Nuance | Groupe |
| ---------------------- | ------------------ | --------------- | --------------- | ------ | ------------------- | --------------- | --------------- | ------ |
| Circonscription unique | Théodore Lacascade |                 | Rép mod         | UR     | Théodore Lacascade  |                 | Rép mod         | UR     |

## Résultats
| Candidat       | Candidat                                  | Parti          | Premier tour | Premier tour |
| Candidat       | Candidat                                  | Parti          | Voix         | %            |
| -------------- | ----------------------------------------- | -------------- | ------------ | ------------ |
|                | Théodore Lacascade *                      | Rép mod        | 8 152        | 70,62        |
|                | Joseph Auguste Duchassaing de Fontbressin | Conserv        | 3 391        | 29,38        |
|                |                                           |                |              |              |
| Inscrits       | Inscrits                                  | Inscrits       | 30 650       | 100,00       |
| Votants        | Votants                                   | Votants        | 11 546       | 37,67        |
| Abstention     | Abstention                                | Abstention     | 19 104       | 62,33        |
| Blancs et nuls | Blancs et nuls                            | Blancs et nuls | 3            | 0,03         |
| Exprimés       | Exprimés                                  | Exprimés       | 11 543       | 99,97        |